# ラウリ・ペクリ

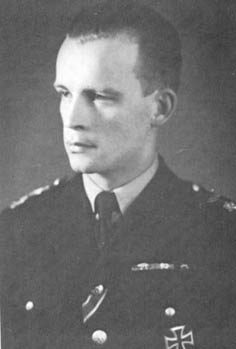
Lauri Pekuri

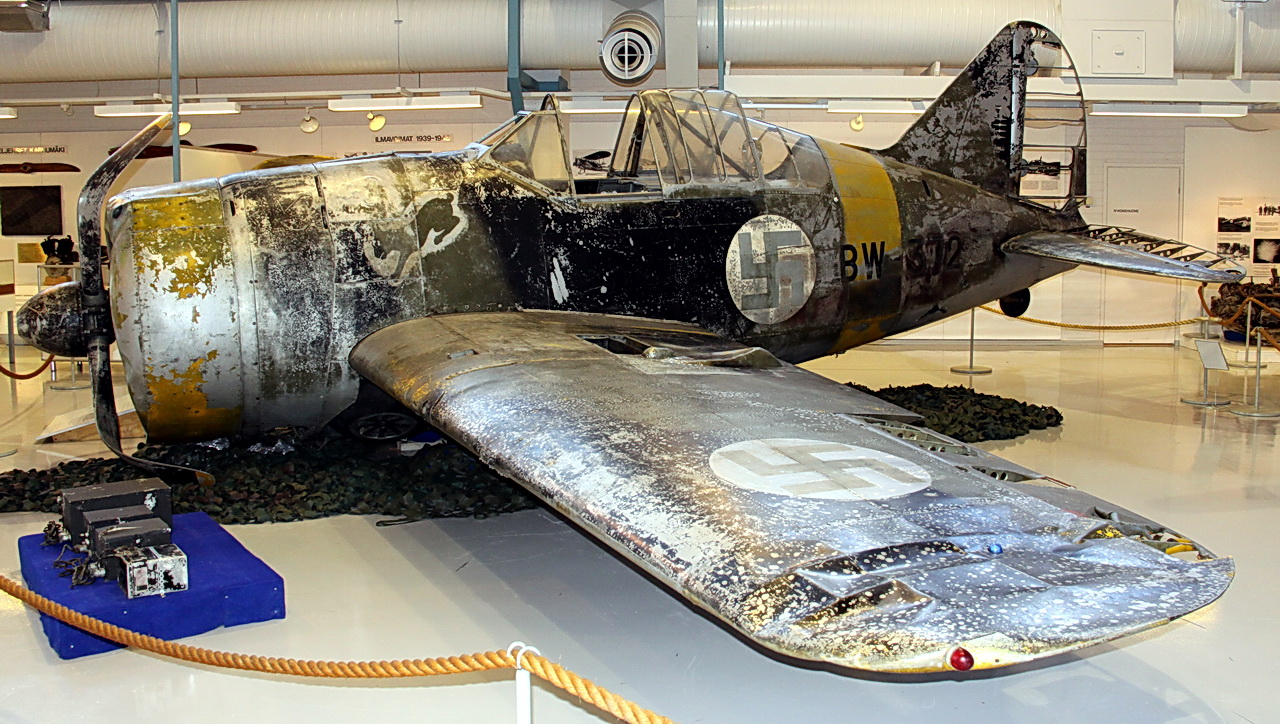
引き上げられ展示されているバッファロー

ラウリ・ペクリ（Lauri Pekuri、1916年11月6日 - 1999年8月3日）は第二次世界大戦のフィンランド空軍の撃墜王である。1942年に改名するまではラウリ・オフカイネン(Lauri Ohukainen)という名であった。戦後のフィンランド空軍のジェット化に貢献した。1958年7月31日、フォーランド ナットでフィンランド人として初めて音速を超えたパイロットとなった。
ヘルシンキに生まれた。1930年代に飛行を始め、国民自衛団やスポーツに熱中し学業を放棄していたので、最初のフィンランド空軍の試験には合格しなかった。1939年に再び空軍に志願し合格した。
冬戦争では、グロスター ゲームコック、ブリストル ブルドッグやASJA Jaktfalkなどの旧式機を装備する後方部隊に配属され100時間ほどの飛行時間を記録した。冬戦争が終わると士官学校に入り1941年にブリュースター バッファローを装備するHavittajalentolaivue 24に配属され、フォッカー D.XXIで訓練を受けた。継続戦争が始まると、1941年10月4日に、最初の空戦に参加し、I-153と空中戦を行い、I-153は操縦をあやまり墜落した。その後も撃墜記録を増やした。
1942年6月25日ソビエトのセガジャ飛行場の上空での空中戦で2機のソビエト空軍のホーカー ハリケーンを撃墜したが、乗機のバッファローは損害を受け、ヴィゴゼロ湖に不時着した。ペクリは無事脱出し帰還できたが、バッファローは湖に沈み、1990年代に発見され、引き上げられ博物館に展示されている。
1943年2月にウィーン近くのノイシュタットからドイツから供与されたメッサーシュミット Bf 109Gをフィンランドに輸送するパイロットの一人となり、フィンランドのパイロットたちが1機の事故機もなく運んだことは、通常、未熟なパイロットによって輸送中に2割ほどを事故で失うドイツ軍を驚かした。
1944年6月16日にLappeenrantaで、イリューシン Il-2と遭遇し、機体に損傷を受け、エンジンが停止し、ソビエト軍の勢力圏内にパラシュート降下した。数週間の後、捕獲されて捕虜となり1944年12月までレニングラードの収容所に収容された。
第二次世界大戦での撃墜数は18.5機で、12.5機をバッファローで6機をBf 109で撃墜した。
戦後、フィンランド空軍に復帰し、空軍のジェット化に貢献した。フォーランド ナットで最初のフィンランド人となり、政治的理由でフィンランドが採用を決めたMiG-21の評価を行い、1963年4月24日に最初のMiG-21をフィンランドへ輸送した。MiG-21で最初にマッハ2を超えたパイロットになった。
カレリアン飛行隊の司令官などを務めた後、1968年に退役した。最終階級は大佐。その後、Wihuri Oyの航空メンテナンス訓練部門のマネージャーを務めるなどフィンランドの民間航空に貢献した。1980年代にスペインに移住し、回想録を書いた。